# Josh Freeman
Pour les articles homonymes, voir Freeman.
(en) Statistiques sur pro-football-reference
Josh Freeman, né le 13 janvier 1988 à Kansas City, est un joueur américain de football américain évoluant au poste de quarterback.

## Biographie

### Carrière universitaire
Étudiant à l'université d'État du Kansas, il a joué pour les Wildcats de Kansas State de 2006 à 2008. Il termine sa carrière universitaire en tant que meilleur passeur de l'histoire de Kansas State avec un total de 8 078 yards à la passe et 44 passes de touchdown.

### Carrière professionnelle

#### Avec les Buccaneers de Tampa Bay
Il est drafté en 2009 à la 17e place (premier tour) par les Buccaneers de Tampa Bay. Il est le troisième 
quarteback sélectionné dans cette draft après Matthew Stafford (1er) et Mark Sanchez (5e).
Il devient titulaire au cours de la saison 2009, le 8 novembre, en remportant la première victoire des Buccaneers de la saison, mettant fin à leur série de sept défaites consécutives. Bien que les Bucs terminent la saison avec seulement 3 victoires, Freeman est à chaque fois le quarterback titulaire et il réussit notamment à battre les Saints de La Nouvelle-Orléans cette année-là, rivaux et futurs vainqueurs du Super Bowl XLIV.
Maintenu titulaire pour la saison 2010, il réalise alors la meilleure saison de sa carrière en terminant avec 25 touchdowns lancés contre seulement 6 interceptions, une évaluation de quarterback de 95.9 et emmène son équipe au bilan inattendu de 10-6. Bien que le cap symbolique des 10 victoires soit passé, les Bucs sont tout de même privés de play-offs au profit des futurs vainqueurs du Super Bowl XLV, les Packers de Green Bay, qui affichent également un bilan de 10-6 mais face à des équipes ayant terminé avec plus de victoires.
Après cette belle saison, les attentes sont nombreuses autour de Freeman, qui réalise pourtant une saison 2011 très déroutante, en lançant 29 interceptions pour seulement 22 touchdowns, contribuant pour beaucoup au bilan de 4-12 subi par les Bucs cette année-là. La saison suivante se déroule mieux pour lui en termes de statistiques (avec plus de 4 000 yards lancés en une saison pour la première fois de sa carrière, ainsi que 27 touchdowns) mais n'est pas non plus parfaite, avec 17 interceptions et seulement 54,8 % de passes complétées. De plus, les Bucs finissent sur un nouveau bilan négatif, avec 7-9, et ratent encore une fois les play-offs sous la direction de Freeman.
La saison 2013 commence mal pour Freeman et les Bucs, avec une défaite surprise 18-17 face aux Jets de New York et où le quarterback a été très moyen (1 touchdown, 1 interception, 48 % de passes complétées). Les matchs suivants se soldent également par des défaites, où il se montre incapable d'être décisif et de terminer avec plus de 50 % de passes complétées sur les trois premiers matchs de la saison, jusqu'à être mis sur le banc et remplacé par le rookie Mike Glennon à partir de la quatrième journée. Les Bucs cherchent alors à l'échanger avec une autre équipe mais, ne parvenant pas à trouver d'équipe preneuse, décident de le libérer le 3 octobre 2013, en pleine saison.

#### Avec les Vikings du Minnesota
Le 6 octobre, soit trois jours après avoir quitté les Bucs, il signe avec les Vikings du Minnesota, où il entre en concurrence avec Christian Ponder et Matt Cassel pour le poste de quarterback titulaire pour le reste de la saison 2013. Il est désigné titulaire pour la première fois dès le 16 octobre, au cours d'une défaite face aux Giants de New York où il complète moins de 40 % de ses passes et subit une interception. Il ne joue ensuite plus de la saison.

#### Bref passages avec plusieurs équipes
Le 21 avril 2014, Josh Freeman signe officiellement un contrat d'un an avec les Giants de New York. Il est libéré peu après.
Il signe un contrat de 2 saisons avec les Alouettes de Montréal de la Ligue canadienne de football le 13 janvier 2018. Il se retire cependant du football professionnel en mai 2018.

## Statistiques
| Année              | Équipe                  | MJ                 |         | Passes   | Passes | Passes | Passes | Passes | Passes | Passes  |       | Courses | Courses | Courses | Courses |
| Année              | Équipe                  | MJ                 | Tentées | Réussies | Pct.   | Yards  | TD     | Int.   | Éval.  | Tentées | Yards | Moy.    | TD      |         |         |
| 2009               | Buccaneers de Tampa Bay | 10                 | 290     | 158      | 54,5   | 1 855  | 10     | 18     | 59,8   | 30      | 161   | 5,4     | 0       |         |         |
| 2010               | Buccaneers de Tampa Bay | 16                 | 474     | 291      | 61,4   | 3 451  | 25     | 6      | 95,9   | 68      | 374   | 5,4     | 0       |         |         |
| 2011               | Buccaneers de Tampa Bay | 15                 | 551     | 346      | 62,8   | 3 592  | 16     | 22     | 74,6   | 55      | 238   | 4,3     | 4       |         |         |
| 2012               | Buccaneers de Tampa Bay | 16                 | 558     | 306      | 54,8   | 4 065  | 27     | 17     | 81,6   | 39      | 139   | 3,6     | 0       |         |         |
| 2013               | Buccaneers de Tampa Bay | 3                  | 94      | 43       | 45,7   | 571    | 2      | 3      | 59,3   | 5       | 20    | 4,0     | 0       |         |         |
| 2013               | Vikings du Minnesota    | 1                  | 53      | 20       | 37,7   | 190    | 0      | 1      | 40,6   | -       | -     | -       | -       |         |         |
| 2015               | Colts d'Indianapolis    | 1                  | 28      | 15       | 53,6   | 149    | 1      | 1      | 65,9   | 8       | 24    | 3,0     | 0       |         |         |
| Totaux en carrière | Totaux en carrière      | Totaux en carrière | 2 048   | 1 179    | 57,6   | 13 873 | 81     | 68     | 77,6   | 205     | 946   | 4,6     | 4       |         |         |